# Mwiri
Mwiri (Kinyarwanda Umurenge wa Mwiri) ist einer von 12 Sektoren im Distrikt Kayonza in der Ostprovinz von Ruanda.

## Geographie
Mwiri hat eine Fläche von 514,8 km² und liegt auf einer Höhe von etwa 1570 m. Der Sektor unterteilt sich in die vier Zellen Kageyo, Migera, Nyamugari und Nyawera. Nachbarsektoren sind im Norden Murundi, im Südosten Ndego, im Süden Kabare, im Rwinkwavu sowie Nyamirama, im Westen Mukarange und im Nordwesten Gahini. Im Osten liegt der Sektor am Kagera-Nil, der in etwa die Grenze zu Tansania bildet. Die Osthälfte von Mwiri ist Teil des Akagera-Nationalparks. In dieser befindet sich der Ihema-See. Weitere, kleinere Seen im Sektor sind von Norden nach Süden unter anderem der Murambya-, Murambi-, Birengero- und Shakani-See.

## Bevölkerung
Zur Volkszählung von 2022 betrug die Einwohnerzahl 37.931. Zehn Jahre zuvor waren es 22.933, was einem jährlichen Bevölkerungszuwachs von 5,2 Prozent zwischen 2012 und 2022 entspricht.

## Verkehr
Durch den Sektor verläuft in Nord-Süd-Richtung die Nationalstraße 25.